# Teodoro Baluarte
Teodoro Baluarte (Callao, Perú; 28 de septiembre de 1929-6 de octubre de 1990) fue un futbolista peruano. Desempeñó como mediocampista en solo clubes del Callao.

## Trayectoria
Fue un mediocampista peruano de la década de los 50. que jugó solo en clubes del Callao, donde fue campeón dos veces con el Sport Boys Association, en el Campeonato Peruano de Fútbol de 1951 y en el Campeonato Peruano de Fútbol de 1958.

## Clubes
| Club                        | País | Temporada |
| --------------------------- | ---- | --------- |
| White Star (Callao)         | Perú | 1950      |
| Sport Boys                  | Perú | 1951-1962 |
| Atlético Chalaco            | Perú | 1963      |
| Atlético Deportivo Olímpico | Perú | 1964-1965 |

## Palmarés

#### Campeonatos nacionales
| Título           | Club       | País | Año  |
| ---------------- | ---------- | ---- | ---- |
| Primera División | Sport Boys | Perú | 1951 |
| Primera División | Sport Boys | Perú | 1958 |